# Gaultheria insipida
Gaultheria insipida är en ljungväxtart som beskrevs av George Bentham. Gaultheria insipida ingår i släktet Gaultheria och familjen ljungväxter. Inga underarter finns listade i Catalogue of Life.